# أحمد الأعرج السعدي
أحمد بن محمد بن محمد الحسني، أبو العباس السعدي المعروف بأحمد الأعرج السعدي (891 هـ - 965هـ = 1486 - 1557) من مؤسسي الدولة السعدية، تولى ولاية العهد سنة 918 هـ وخلف أباه القائم بأمر الله وبويع سلطانا للمغرب سنة 923 هـ وظفر في حروبه مع البرتغاليين بأحواز تيلمست وآسفي وغيرهما، فأطاعته بلاد السوس كلها، وكاتبه أمراء هنتانة من مراكش يدعونه إليها، فدخلها في حدود سنة 930 هـ وارتفع شأنه.

## مسيرته
كان البرتغاليون قد نفذوا إلى السوس، حيث انتشرت الفوضى، لانشغال الوطاسيين بالجهاد في الشمال. تأجج العراك ضد المسيحيين في حاحة والشياظمة وعبدة، فانبرى السعديون لقيادة الثورة تحت شارة الانتساب لآل البيت، فاصطدم السعديون بيحيى بن تافوت (أُوتَعْفُّوفْتْ)، حليف البرتغاليين بأسفي؛ فانكسروا أول الأمر. ولكن تدخل أحمد الأعرج أنقذ الموقف، فلجأ البرتغاليون إلى جحورهم بالمساء واستتب نفوذ الأمير عقب وفاة والده سنة 923 هـ. فشمل مراكش على أثر درعة والسوس بعد القضاء على الناصر بن شنتوف عامل المدينة.
قام بمحاصرة مدينة آسفي بأزمور سنة 941 هـ - 1534، وكادت المدينة أن تقع بيد السعديين لولا النجدات التي بعثها البرتغاليون للمدينة المحاصرة. وتكون الجيش المغربي بمحلة تضم تسعين ألف فارس وراجل وعشرين من الرماة لتقويض السور ومهاجمة المدينة وكان مدفع ميمونة يقذف بكويرات من حجر ضخمة، وقد أرسلت إحدى هذه الكويرات إلى لشبونة حيث توجد في كنيسة براز والمعروفة أيضا باسم سانتا لوسيا وهي محفوظة الآن في المتحف العسكري بلشبونة.
وقد بدا وكأن تعاوناً قد حصل بين العثمانيين والقوى الإسلامية في المغرب ضد المسيحيين ومراكزهم في الشمال الأفريقي وعندما سمع ذلك الملك البرتغالي جان الثالث بوصول الأسطول العثماني في 3 ربيع الأول 941 هـ - 13 سبتمبر بقيادة خير الدين بربروسا إلى الشمال الأفريقي، فكر في الجلاء عن بعض المراكز مثل سبتة وطنجة باعتبارها مناطق حيوية للدفاع عن مصالح المسيحيين في غرب البحر المتوسط. ظل السعديون يواصلون الجهاد إلى أن زحف على مراكش، فانهزم في التحام شديد بتادلا 942 هـ. ووقعت مهادنة بين الوطاسيين والسعديين بين 942 هـ و955 هـ.

### الهدنة
حاول البرتغاليون عقد هدنة مع السعديين، فبعثوا وفداً إلى مراكش للتفاوض مع أحمد الأعرج الذي استجاب لذلك، لأنه كان في حاجة إلى تنظيم أمور دولته الناشئة سيما بعد الانتصارات التي حققها ضد خصومه الوطاسيين في موقعة بير عقبة 943 هـ - 1536م، واتفق البرتغاليون مع السعديين لعقد هدنة بينهما في 25 ذو القعدة 944 هـ الموافق 25 أبريل 1537م لمدة ثلاث سنوات، مع إقامة تبادل تجاري.

### السجن ونهاية حكمه
اختلف الأخوان أحمد الأعرج ومحمد الشيخ على الحكم. فانقلب محمد الشيخ على أحمد الأعرج وانفرد بالحكم في 1540، وزج بأخيه الأعرج في السجن.

## وصلات خارجية
- جني الرياحين من سير الأعلام من السادة الحسنيين والحسينيين، د/أحمد بن عايش البدر الحسيني.